# موریس آسکالون
موریس آسکالون (به انگلیسی: Maurice Ascalon) یا موریس اشکلون (به عبری: מוריס אשקלון)؛ (زادۀ ۱ ژانویهٔ ۱۹۱۳ میلادی – درگذشتۀ ۱ اوت ۲۰۰۳ میلادی) یک طراح و مجسمه‌ساز اسرائیلی بود. بر اساس برخی گزارش‌ها، او را پدر جنبش هنرهای تزئینی مدرن اسرائیل می‌دانستند.

## زندگی‌نامه
موریس آسکالون با نام موشه کلاین در شرق مجارستان (شهر فهردیارمات) به دنیا آمد. از همان دوران کودکی، او مصمم بود که به دنبال آرزوهای هنری خود برود، اما برای انجام این کار، مجبور شد ریشه‌های یهودی حسیدی خود را رها کند – زیرا برای بیان هنری در «اشتتل» مجارستان شرقی که او در آنجا بزرگ شده بود، مورد بی‌مهری قرار گرفت. زمانی که کلاین ۱۵ ساله بود خانواده و خانۀ دوران کودکی خود را ترک کرد تا در آکادمی سلطنتی هنرهای زیبا در بروکسل، هنر بخواند. او درک عمیقی از آداب و سنن مراسم یهودیان را به همراه داشت، که بعداً آن دانش را در تلاش‌های هنری خود به کار گرفت.
در سال ۱۹۳۴ میلادی، موریس آسکالون پس از گذراندن آموزش رسمی هنری خود در بروکسل و بعداً میلان، به سرزمین اسرائیل (در آن زمان قیمومت بریتانیا بر فلسطین) مهاجرت کرد. او در آنجا با همسر آینده‌اش، زیپورا کارتوجینسکی، یهودی لهستانی الاصل، نوهٔ نقشه‌نگار و دانشمند برجسته‌ای با همین نام آشنا شد. (زیپورا، که در سال ۱۹۸۲ میلادی درگذشت، در اواخر عمرش به تنهایی مجسمه‌ساز شد و نقش برجسته‌های باشکوهی خلق کرد که زندگی اشتتل در دوران کودکی او را به تصویر می‌کشید).

## حرفه

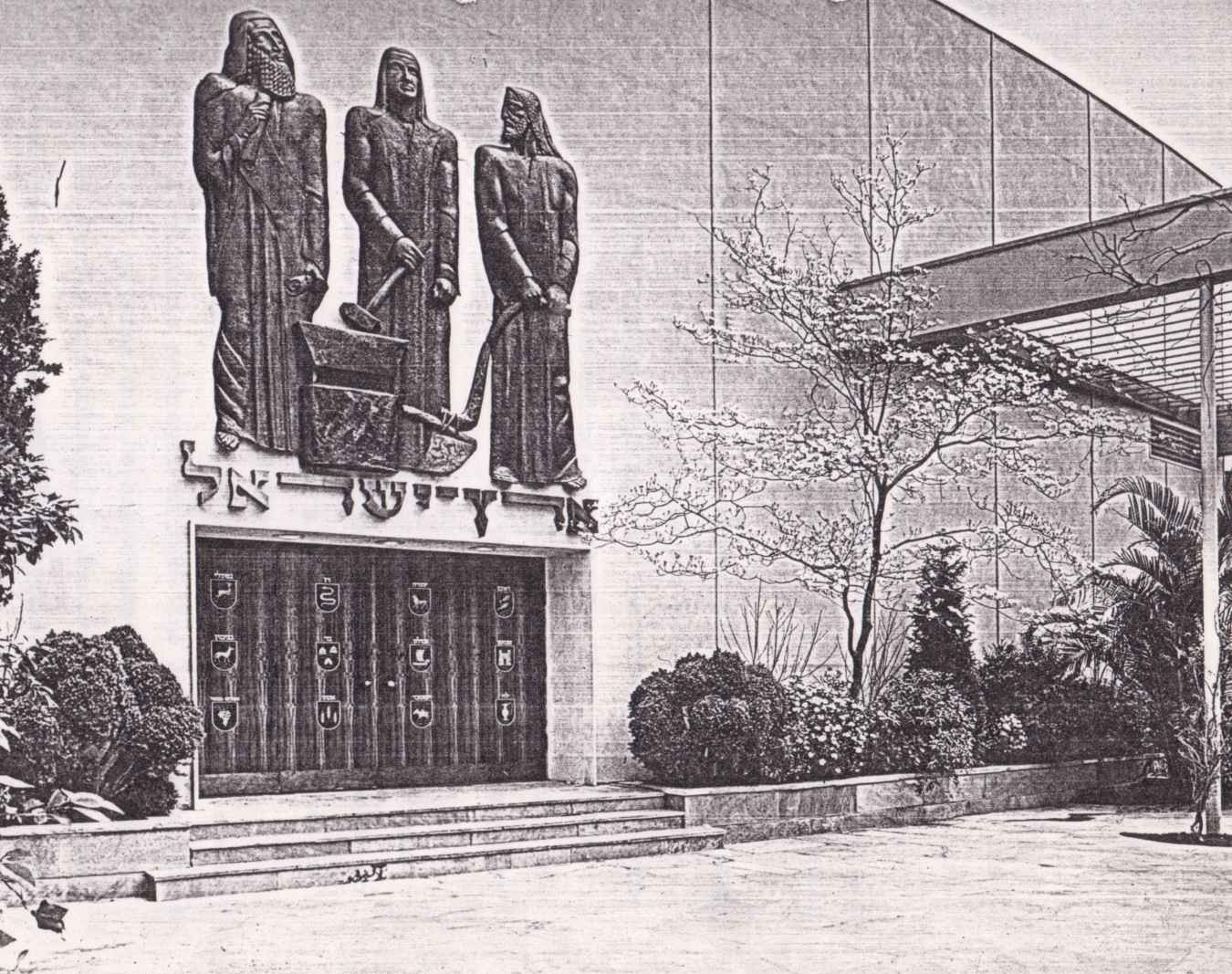
مجسمهٔ نقش‌برجستهٔ مسی، اثر: موریس آسکالون با عنوان: «دانشور، کارگر و زحمتکش خاک»، تزئین نمای غرفهٔ یهودیان فلسطین در نمایشگاه جهانی نیویورک در سال ۱۹۳۹ میلادی

در سال ۱۹۳۹ میلادی، موریس آسکالون مجسمهٔ نقش‌برجستۀ مسی با چکش‌کاری‌، سه پیکر به نام‌های «دانشور، کارگر و زحمتکش خاک» به ارتفاع ۱۴ فوت (۴٫۳ متر) را طراحی و خلق کرد که نمای غرفهٔ یهودیان فلسطین را در نمایشگاه جهانی نیویورک در سال ۱۹۳۹ میلادی تزئین می‌کرد. آسکالون مأمور شد تا این اثر را برای غرفهٔ مهم تاریخی ایجاد کند که جهان را با مفهوم دولت یهودی مدرن آشنا کرد. (این اثر اکنون بخشی از مجموعۀ مؤسسهٔ اسپرتوس برای یادگیری و رهبری یهودیان در شیکاگو است.)
در اواخر دههٔ ۱۹۳۰ میلادی، آسکالون یک شرکت تولیدی هنرهای تزئینی اسرائیلی به نام پال-بل را تأسیس کرد که منوره‌های برنزی و برنجی و سایر هنرهای تزئینی یهودی و غیر مذهبی و اقلام کاربردی را تولید می‌کرد که در تعداد زیادی به سراسر جهان صادر می‌شد. طرح‌های شناخته‌شدهٔ موریس آسکالون، برخی از آرت دکو و دیگران سنتی‌تر، استفادۀ عمدی از پتینۀ سبز (زنگار مسی) القاء شده با مواد شیمیایی را در فلزکاری اسرائیل معرفی کرد، که اکنون نشانه‌ای از صنعت صنایع دستی اسرائیل است. در طول جنگ اسرائیل برای استقلال در سال ۱۹۴۸ میلادی، موریس برای ارتش اسرائیل مهمات طراحی کرد و بنا به درخواست دولت اسرائیل، کارخانهٔ خود را برای تولید مهمات برای تلاش‌های جنگی بازسازی کرد. در سال ۱۹۵۶ میلادی موریس به ایالات متحدهٔ آمریکا مهاجرت کرد.
در اواخر دههٔ ۱۹۵۰ تا ۱۹۶۰ میلادی، موریس در نیویورک و لس آنجلس اقامت داشت. او به عنوان یک نقره‌ساز چیره‌دست شهرت پیدا کرد و برای کنیسه‌ها تاج‌های باشکوه تورات و دیگر اشیاء هنر تشریفاتی یهودی را که برای اولین بار در جوانی با آن آشنا شد، خلق کرد. مدتی در دانشکدهٔ هنرهای زیبای دانشگاه یهودیت (دانشگاه یهودیان آمریکایی کنونی) در لس آنجلس به تدریس مجسمه‌سازی پرداخت.
در اواخر دههٔ ۱۹۷۰ میلادی، کارگاه موریس، که اکنون به‌طور رسمی استودیو آسکالون نامیده می‌شود، به منطقهٔ فیلادلفیا منتقل شد. این یک استودیوی هنری چند وجهی است که به طراحی و ایجاد هنرهای خاص مکان برای عبادت و فضاهای عمومی اختصاص یافته‌ است (و هنوز هم امروزه، تحت مدیریت پسر موریس، دیوید آسکالون) وجود دارد.
در فوریهٔ ۲۰۰۳ میلادی، موریس آسکالون تولد ۹۰ سالگی خود را به عنوان ساکن کورناواک، مکزیک جشن گرفت، جایی که او با پسر بزرگش، آدیر آسکالون (آدیر یک نقاش و مجسمه‌ساز سوررئالیست بود که با دیوارنگار برجستهٔ مکزیکی داوید آلفارو سی‌که‌ایروس همکاری می‌کرد) زندگی می‌کرد. در اوت ۲۰۰۳ میلادی، موریس آسکالون به عوارض ناشی از بیماری پارکینسون تسلیم شد، بیماری که او در بیشتر دههٔ آخر زندگی خود تحمل کرد.
ماموریت‌های موریس آسکالون شامل تأسیسات دائمی در مکان‌های عبادت و فضاهای عمومی در سراسر ایالات متحدهٔ آمریکا، مکزیک و اسرائیل است. آثار او در مجموعه‌های مؤسساتی از جمله: موزهٔ یهودی (نیویورک)، موزهٔ تاریخ یهودیان آمریکا در فیلادلفیا، مؤسسهٔ اسپرتوس برای یادگیری و رهبری یهودیان در شیکاگو، موزهٔ ارتس اسرائیل در تل‌آویو و دانشگاه یهودیت در لس آنجلس به نمایش گذاشته شده‌اند.

## کتابشناسی
- «جشن نور: منوره‌های ارزشمند هانوکا در اسرائیل اولیه»، شوارتز، جسیکا؛ ها'تل، آرون (۲۱ ژوئن ۲۰۱۰ میلادی)؛ شرکت لولو اینترپرایز. شابک: ۹۷۸-۰-۵۵۷-۱۳۷۱۱-۴. بازبینی شده در ۲۰ ژوئن ۲۰۱۱ میلادی.
- «چوب پنبه‌های فیگورال»، بول، دونالد ای. (۲۰۰۹ میلادی)؛ انتشارات شیفر با مسئولیت محدود. شابک: ۹۷۸-۰-۷۶۴۳-۳۳۱۵-۶. بازبینی شده در ۲۰ ژوئن ۲۰۱۱ میلادی.
- «روشن کردن راه آزادی: منوره‌های ارزشمند هانوکا از اسرائیل اولیه»، ها'تل، آرون؛ ها'تل، آری؛ بن اور، یانیو (نوامبر ۲۰۰۶ میلادی)؛ انتشارات دوورا. شابک: ۹۷۸-۱-۹۳۲۶۸۷-۶۶-۸. بازبینی شده در ۲۰ ژوئن ۲۰۱۱ میلادی.
- «خلاقیت‌های مدرن از یک سرزمین باستانی: صنایع دستی و طراحی فلزی در دو دهۀ اول استقلال اسرائیل، از مجموعه ویکی بن-زیونی»، کنعان-کدار، نوریت (۲۰۰۶ میلادی)؛ ایاد ایزاک بن-زوی/ موزهٔ ارتس اسرائیل/ دانشگاه تل آویو. شابک: ۹۶۵-۲۱۷-۲۵۶-۱. بازیابی شده در ۲۰ ژوئن ۲۰۱۱ میلادی.
- «پنج قرن شمع هانوکا از موزۀ یهودیان: یک کاتالوگ مستدل»، براونستاین، سوزان ال. (۲۰۰۴ میلادی)؛ موزۀ یهودی (نیویورک، ان. وای.). شابک: ۹۷۸-۰-۳۰۰-۱۰۶۲۳-۷. بازبینی شده در ۲۰ ژوئن ۲۰۱۱ میلادی.
- «هنر درخشان: منوره‌های هانوکا موزه یهودی»، براونستاین، سوزان ال. (۲۰۰۴ میلادی)؛ موزۀ یهودی، زیر نظر مدرسۀ علمیه یهودیان آمریکا. شابک: ۹۷۸-۰-۳۰۰-۱۰۳۸۷-۸. بازبینی شده در ۲۰ ژوئن ۲۰۱۱ میلادی.
- «روشنگر»، آیزنبرگ، لیدیا (۳۰ نوامبر ۲۰۰۷ میلادی). جروزالم پست. بازبینی شده در ۲۰ ژوئن ۲۰۱۱ میلادی.
- «از هنرمند نیوجرسی پس از مرگ در تل آویو تقدیر شد»، اخبار یهودی نیوجرسی، ۱۵ دسامبر ۲۰۰۵ میلادی در ۵۰ سالگی.
- «یهودیانی که در سال ۲۰۰۳ میلادی مردند»، آژانس تلگراف یهودی، ۲ ژانویه ۲۰۰۴ میلادی. بایگانی شده از نسخۀ اصلی در ۲۸ سپتامبر ۲۰۱۲ میلادی. بازیابی شده در ۲۰ ژوئن ۲۰۱۱ میلادی.
- «در قاب»، نوشته: گیل گلدفاین، جروزالم پست، ۱۵ اوت ۲۰۰۳ میلادی، ص. بی۱۴.
- «موریس آسکالون مجسمه‌ساز درگذشت»، نوشته: باربارا روث‌چایلد، کوریر-پست، ۷ اوت ۲۰۰۳ میلادی در بی۱.
- «ام. آسکالون سازندۀ هنر یهودی»، فیلادلفیا اینکوایرر، ۵ اوت ۲۰۰۳ میلادی.